# سيرجيو فييرا
سيرجيو فييرا (بالبرتغالية: Sérgio Vieira‏) (15 يناير 1983 في البرتغال - ) هو مدرب كرة قدم ولاعب كرة قدم برتغالي في مركز الهجوم. لعب مع سبورتينغ براغا.

## وصلات خارجية
- سيرجيو فييرا على موقع قاعدة بيانات كرة القدم.إي يو (الإنجليزية)
- سيرجيو فييرا على موقع Soccerway.com (الإنجليزية)